# Stokesita
La stokesita és un mineral de la classe dels silicats. Rep el seu nom de Sir George Gabriel Stokes (1819-1903), matemàtic i físic de la Universitat de Cambridge (Anglaterra).

## Característiques
La stokesita és un inosilicat de fórmula química CaSn[Si₃O9]·2H₂O. Cristal·litza en el sistema ortoròmbic. La seva duresa a l'escala de Mohs és 6.
Segons la classificació de Nickel-Strunz, la stokesita pertany a «09.DM - Inosilicats amb 6 cadenes senzilles periòdiques» juntament amb els següents minerals: calciohilairita, hilairita, komkovita, sazykinaïta-(Y), pyatenkoïta-(Y), gaidonnayita, georgechaoïta, chkalovita, vlasovita, revdita, scheuchzerita i terskita.

## Formació i jaciments
Es troba en cavitats miarolítiques en pegmatites de quars i albita. Va ser descoberta l'any 1899 a Stamps and Jowl Zawn, a Botallack (Cornualla, Anglaterra), on es va trobar associada a l'axinita i la cassiterita.